# آسیابک‌های دم‌چماقی
آسیابک‌های دُم‌چماقی (نام علمی: Gomphidae) نام یک خانواده از زیرراسته آسیابک است.